# Neontología
La Neontología es una parte de biología que, al contrario de la paleontología, estudia los organismos vivos (o, en términos generales, los organismos del holoceno). Estudia los taxones existentes (singular: taxón existente): taxones (tales como especies, géneros y familias) con miembros aún vivos, en lugar de (todos) extintos. Por ejemplo:
- El alce (Alces alces) es una especie existente, y el dodo es una especie extinta.
- En el grupo de los moluscos conocidos como los cefalópodos, en 1987 había aproximadamente 600 especies existentes y 7.500 especies extintas.[1]

Un taxón puede clasificarse como extinto si existe un amplio consenso o está garantizado que ningún miembro del grupo sigue vivo. Por el contrario, un taxón extinto puede ser reclasificado como existente si existen nuevos descubrimientos de representantes vivos ("Taxón Lázaro"), o si las especies existentes conocidas previamente se reclasifican como miembros del taxón..
La mayoría de biólogos, zoólogos, y los botánicos son, en la práctica, neontólogos, y el término neontólogo es utilizado principalmente por los paleontólogos que se refieren a los no paleontólogos. Stephen Jay Gould dijo de la neontología:
"Todas las profesiones mantienen su provincialismo, y confío en que los lectores no paleontológicos perdonarán nuestra manifestación mayor. Somos paleontólogos, por lo que necesitamos una palabra que nos diferencie de todos aquellos que estudian los organismos modernos en tiempos humanos o ecológicos. Por lo tanto se convierten en neontólogos. Reconocemos la naturaleza desequilibrada y provincial de esta división dicotómica."

La biología evolutiva neontológica tiene una perspectiva temporal de entre 100 a 1000 años. La base fundamental de la neontología depende de los modelos de selección natural y de especiación. Los métodos de la neontología, comparados con la paleontología evolutiva, tiene un mayor énfasis en la experimentación. Existen discontinuidades más frecuentes en la paleontología que en la neontología, ya que la paleontología incluye los taxones extintos. La neontología tiene organismos realmente presentes y disponibles para tomar muestras y realizar investigaciones. Los métodos de investigación de la neontología utilizan la cladística para examinar la morfología y la genética.  A diferencia de la paleontología, los datos de la neontología ponen más énfasis en los datos genéticos y la estructura de la población.

## Vacíos de información
Cuando la comunidad científica aceptó la síntesis evolutiva moderna, las taxonomías se convirtieron en filogenias. Como resultado, surgieron vacíos de información dentro del registro fósil de especies, especialmente en el Homo Sapiens. Los antropólogos que aceptaron la síntesis evolutiva, rechazaron la idea del «hombre mono» debido a que el concepto había confundido la paleontología con la neontología. Un hombre mono, en la actualidad, sería un primate con rasgos que representarían cualquier cosa entre el Homo sapiens y los grandes simios. Si el concepto de un hombre mono estuviera basado en la neontología, nuestro fenotipo se parecería al de Pie Grande. Dado que el concepto estaba basado en la paleontología, la idea de un hombre mono podría estar representado por los homínidos fósiles.

## Taxones existentes vs. taxones extintos
La neontología estudia los taxones existentes y también los taxones extintos recientemente, pero es difícil declarar que un taxón está extinto de manera definitiva. Los taxones que han sido declarados extintos previamente pueden reaparecer con el paso del tiempo. Las especies que han sido declaradas extintas una vez y luego reaparecen ilesas se describen bajo el término de «el efecto Lázaro», o también se les denomina taxón Lázaro. Por ejemplo, un estudio determinó que el 36% de las supuestas extinciones de mamíferos habían sido resueltas, mientras que el 64% restante no tenía pruebas suficientes para ser declaradas extintas o redescubiertas. Actualmente, la Unión Internacional para la Conservación de la Naturaleza considera que un taxón se ha extinguido recientemente si la extinción ocurrió después de 1500 D.C. El mamífero considerado extinto más recientemente fue el primate colobo rojo de Bouvier, el cual fue considerado extinto hasta el 2015, año en el que fue redescubierto después de 40 años sin avistamientos registrados.

## Importancia de la neontología
Las teorías fundamentales de la neontología se basan en los modelos biológicos de selección natural y especiación que conecta los genes, la unidad de la herencia con el mecanismo de la evolución y la selección natural. Por ejemplo, los investigadores utilizaron conjuntos de datos neontológicos y paleontológicos para estudiar las denticiones de ratones comparadas con las denticiones humanas. Para comprender los mecanismos genéticos subyacentes que influyen en esta variación entre primates no humanos y humanos, se aplican métodos neontológicos al método de investigación.  Al incorporar la neontología con diferentes métodos de investigación biológica, puede quedar claro cómo los mecanismos genéticos subyacen a eventos importantes en cosas como la evolución de los primates.